# Agnese Maria von Hohnhorst
Agnese Maria von Hohnhorst (auch: Agnesa Maria von Honhorst und Agnes Maria von Hohnhorst sowie Namensvarianten und Anna von Hohnhorst; geboren 17. April 1672; gestorben 14. Dezember 1755 in Wienhausen bei Celle) war Äbtissin das Klosters Wienhausen.

## Leben

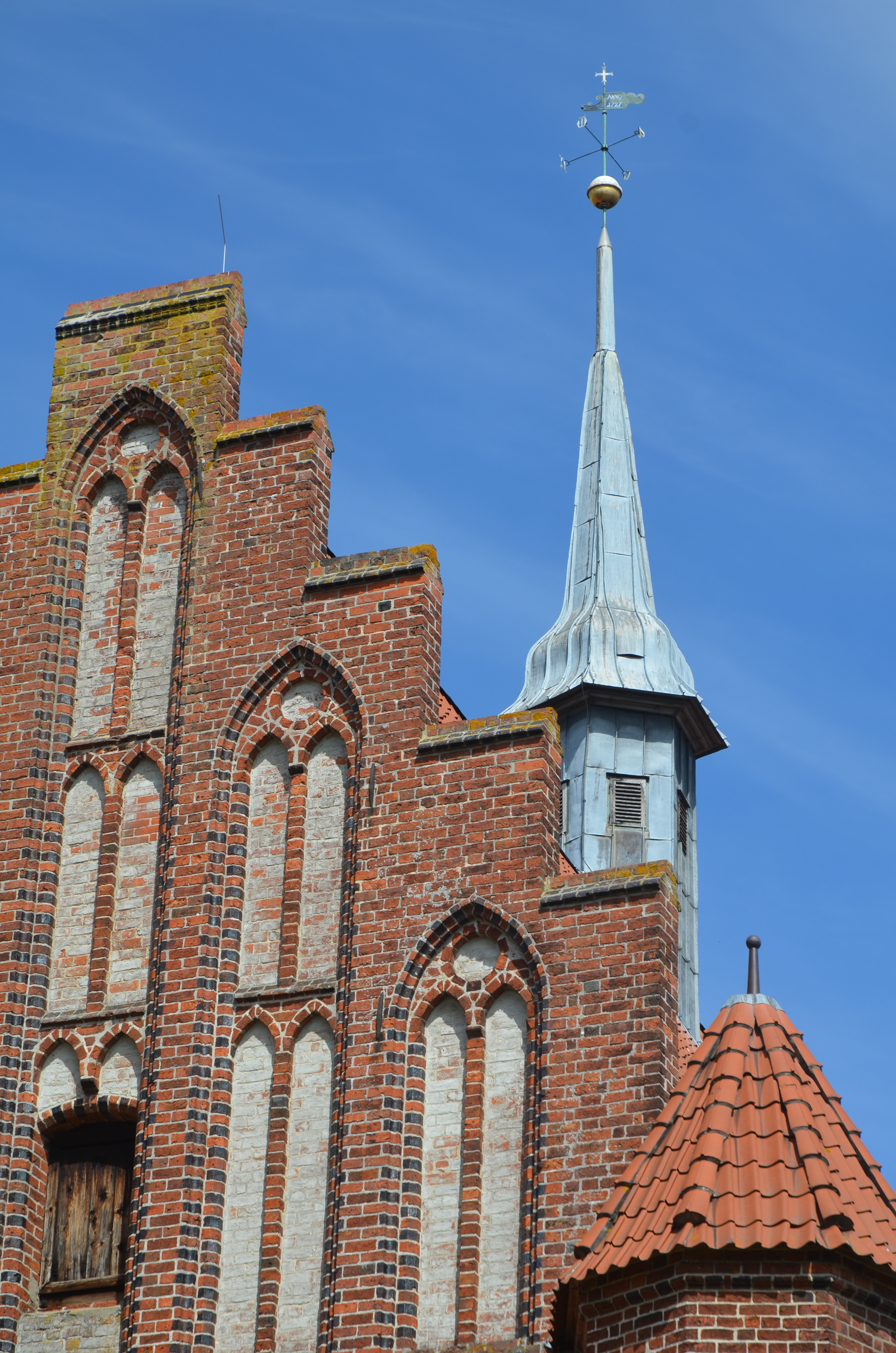
Unter dem Dachreiter auf dem Nonnenchor mit der Wetterfahne von 1727 findet sich die 1739 von Justus Andreas Meyfeld neu gegossene Glocke mit dem Namen der Äbtissin von Hohnhorst

Agnese Maria von Hohnhorst entstammte dem Adelsgeschlecht von Hohnhorst und trat Ende des 17. Jahrhunderts in das Kloster Wienhausen ein, wo sie 1689 im Alter von etwa 17 Jahren eingekleidet wurde und dann rund 66 Jahre in der Frauengemeinschaft wirkte. 1696 wurde sie Domina-Jungfer, 1711 Priorin und 1722 zunächst Koadjutorin. Ebenfalls 1722 wurde sie – nach anderer Quelle im Folgejahr 1723 – zur Äbtissin des Klosters gewählt.
1739 veranlasste von Hohnhorst das Einschmelzen einer älteren Glocke durch den in Hannover tätigen Glockengießer Justus Andreas Meyfeld und den Neuguss des dann Glocke der Agnes Maria von Hohnhorst genannten Bronzegusses, der sich heute im kleinen Dachreiter des kleinen Zisterzienserklosters findet und als Kulturdenkmal unter Schutz steht.
Bei dem Chorgestühl des Nonnenchors findet sich in den Füllungen der südlichen Prieche ein aufgemaltes Wappen des Geschlechtes von Hohnhorst; unter der gekrönten Kartusche das gekrönte Christus-Monogramm IHS, darunter die Jahreszahl „AN – 1734 – NO“, zusätzlich das Schriftband „ANNA V. HOHNHORST ABBATISSIN“.
Agnese Maria von Hohnhorst starb 1755 und wurde in der Allerheiligenkapelle beigesetzt. Im roten Gang findet sich ihr zinnener, ebenfalls als Kulturdenkmal unter Schutz stehender Sargbeschlag, der unter anderem mit Inschriftenzeilen und zwei Wappen versehen wurde.